# Clarença
Clarença (grec: Γλαρέντζα, Glarentza; italià: Chiarenza) fou una ciutat que va existir durant l'edat mitjana. Estava situada a la península del Peloponès, en un lloc proper a l'actual municipi de Kil·lini, a la unitat perifèrica d'Èlide. Va ser un important port que enllaçava amb l'occident europeu i va funcionar com a centre econòmic, administratiu, polític i defensiu. La ciutat fou destruïda per l'emperador romà d'Orient Joan VIII Paleòleg perquè ningú pogués fer-la servir en contra seu, com va passar en una ocasió amb l'exèrcit dels catalans.

## Fundació
Clarença va ser fundada per Guillem II de Villehardouin, a mitjan segle xiii. En va formar part del Principat d'Acaia, un estat format per la conquesta dels croats durant la Quarta Croada. L'origen franc del fundador és evident en algunes formes del nom: Clarence i Clairence. Els venecians amb els quals el principat compartia algunes fronteres, anomenaven a aquesta ciutat en llatí Clarentia o Clarencia, mentre que els habitants, bona part dels quals eren de parla grega, l'anomenaven de tres maneres diferents: Κλαρέντσα (Klarentsa), Κλαρίντζα (Klarintza) o Γλαρέντζα (Glarentza).
La ciutat estava una mica a l'oest de l'actual ciutat de Kil·lini, a l'extrem nord d'un indret que constitueix el punt més occidental del Peloponès. Probablement anteriorment ja existia una ciutat que els croats van trobar abandonada, l'antiga Cil·lene, coneguda pels habitants de l'Èlide. Clarença es va establir com el port de la capital del principat, que era Andravida, a uns 13 km terra endins. Juntament amb Andravida i la fortalesa de Clermont (o Chlemoutsi), a uns 5 km del port, Clarença va esdevenir una part important de l'administració del Principat d'Acaia.

## Funcions
Clarença va treure profit de la seva situació i va ser el principal port per la comunicació entre les ciutats de la península Itàlica i la península de la Morea. Ràpidament va esdevenir un centre urbà de finances i de renom internacional, de gran activitat econòmica i administrativa. Era una ciutat cosmopolita, freqüentada per emissaris italians, soldats i mercaders la majoria venecians. Les transaccions comercials van portar prosperitat, i d'això n'és prova el fet que Clarença tingués el seu propi sistema de mesures i pesos durant el segle xiv. Hi havia un hospital, bancs, habitatges de lloguer per a mariners i un monestir franciscà. Segons consta en una llista de feus del 1391, la ciutat tenia unes 300 llars, algunes eren de les més grans en mida que es podien trobar al principat.

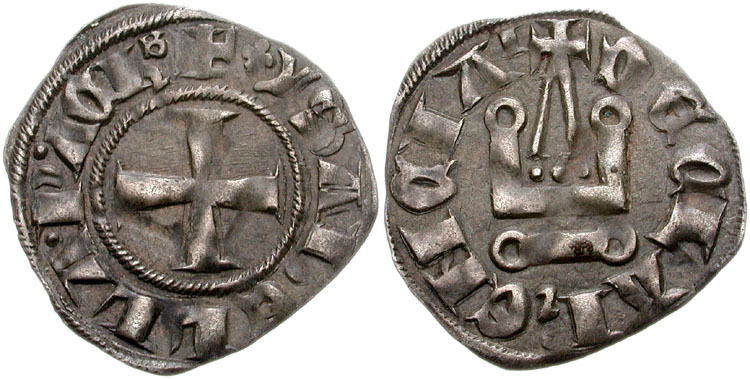
Les monedes anomenades tournois encunyades a Clarença

Clarença era també la seu de la seca del principat que, des del segle xiii va estar fabricant moneda sense parar fins al 1353. Es fabricava una versió del diner franc, anomenada tournois o tornese, que portaven la inscripció [DE] CLARENTIA, i, des de l'arribada al poder de Florenci d'Hainaut (r. 1289-97), la inscripció DE CLARENCIA.
Clarença estava voltada per un conjunt de muralles, però els estudiosos han estat durant anys intentant establir la data exacta quan es van fer. El debat està amb relació a la propera fortalesa de Clermont/Chlemoutsi que, des del punt de vista dels que consideren que Clarença no estava en els seus orígens fortificada, creuen que la fortalesa devia fer la funció de ciutadella, i en aquest cas aquest seria també el lloc on probablement va estar instal·lada originalment la seca, i per això s'anomenava també "Castel Tornese".

## Tractat de Clarença
Encara que Andravida era la principal residència de la cort, Clarença també va ser un lloc d'importància política, i on es van celebrar diverses assemblees. El 1276 es va acordar en un tractat l'adjudicació de l'herència de la baronia d'Akova. El 1289 hi va tenir lloc una reunió de les corts per jurar fidelitat a Isabel I d'Acaia i al seu marit Florenci d'Hainaut.

## Guerres i declivi
El juny del 1315, Clarença va ser ocupada per les tropes de Ferran de Mallorca, el qual reclamava el domini del principat en virtut del seu matrimoni amb Isabel de Sabran, ja que la mare d'aquesta, Margarida d'Acaia li havia fet creure que en tenia dret a la successió després de la mort de la princesa Isabel I d'Acaia. Ferran va establir la seva residència a Clarença i després va continuar la seva conquesta per tota l'Èlide, ajudat per la deserció d'alguns barons d'Acaia, decebuts del govern dels Anjou de Nàpols que en tenien la titularitat. Ferran fins i tot va començar a fer encunyar moneda amb el seu nom, però la seva estada no va durar molt, ja que Matilda d'Hainaut i Lluís de Borgonya s'hi van presentar amb tropes per reclamar el domini. A la batalla de Manolada, que va tenir lloc al nord-est de Clarença, el 5 de juliol del 1316, Ferran va morir i el romanent del seu exèrcit va fugir per mar, no sense haver pres el cos del seu senyor amb ells.
El declivi de la ciutat va començar amb el segle xv, al mateix temps que començava el pitjor moment de la història del Principat d'Acaia. El príncep era Centurió II Zacaries (r. 1404–30), que es va veure desbordat pels atacs dels romans d'Orient del territori veí, el Despotat de Morea, i per altra banda les ànsies expansionistes de la família dels Tocco, governants de Cefalònia i Zacint. A finals del 1407, el cunyat de Centurió, Lleonard II Tocco es va apoderar de Clarença i va aconseguir un quantiós botí, cosa que ell mateix va deixar per escrit en la seva Crònica. Hi va haver diversos anys de conflictes i de maniobres diplomàtiques abans que Centurió en veiés restaurada la seva possessió el juliol del 1414. La pau va durar poc, el 1417, els romans d'Orient, comandats pel dèspota Teodor II Paleòleg i el seu germà Joan VIII Paleòleg van efectuar un atac sobre el principat. Els romans d'Orient van avançar amb rapidesa i van forçar Centurió a abandonar Clarença. Encara que els romans d'Orient no van poder ocupar la ciutat, es va arribar a pactar una treva el 1418. El mateix any, un aventurer italià anomenat, Olivier Franco, va conquerir Clarença i el 1421 la va vendre a Carles I Tocco, germà gran de Lleonard.
Amb Clarença a les seves mans, els Tocco es van engrescar en la continuació de les seves aspiracions de conquesta del Peloponès i van atacar territoris que pertanyien al l'arquebisbat de Patres, governat per Esteve Zaccaria, que era germà de Centurió. El 1427, els romans d'Orient, encapçalats per l'emperador Joan VIII Paleòleg en persona, van atacar els territoris dels Tocco i la flota romana d'Orient va derrotar la de Carles Tocco. El 1428, Clarença va ser traspassada, ja que formava part del dot de Maddalena Tocco, la seva neboda, que es va casar amb el dèspota Constantí, que més endavant esdevindria emperador. Quan Constantí va assetjar Patres el 1429, al port de Clarença va arribar una flota catalana de suport que només va abandonar la ciutat quan Constantí va pagar per recuperar-ne el domini. Llavors l'emperador la va destruir, incloses les fortificacions, perquè en endavant cap invasor s'hi pogués fer-se fort en ella.
El 1430, acabada l'annexió del Principat d'Acaia per l'Imperi Romà d'Orient, la península del Peloponès es va dividir administrativament en apanatges i Clarença va ser la residència de Tomàs Paleòleg fins al 1432, quan va intercanviar la seva part amb la del seu germà Constantí, Kalavryta. El 1446, Clarença i la rodalia va ser atacada pels turcs otomans comandats per Murat II, la resta de l'Imperi Romà d'Orient va passar a formar part de l'Imperi Otomà el 1460. Encara que el proper castell de Chlemoutsi va continuar tenint importància estratègica, en diversos moments històrics —emprat pels venecians durant la guerra del 1463–79, i ocupat pels cavallers de Malta el 1620— Clarença sembla que va caure en l'oblit, probablement perquè els otomans no estaven interessats a mantenir relacions amb occident i aquest port no els era necessari. Ja en el segle xvi era una ciutat abandonada, les ruïnes de la qual van ser descrites per viatgers. Durant l'ocupació nazi de la Segona Guerra Mundial l'exèrcit va destruir el poc que en quedava.

## Visitants famosos
A començaments del segle xix diversos autors de guies de viatges com Robert Byron, van començar a escriure que aquesta ciutat (segons la forma llatina: Clarentia/Clarencia) devia el seu nom al títol nobiliari britànic "duc de Clarence", que hauria arribat a través de la princesa Matilda d'Hainaut i de la seva cosina Felipa d'Hainaut, una afirmació que ha estat repetida per publicacions de prestigi com l'enciclopèdia Meyers Konversations-Lexikon del segle xx. Tanmateix aquesta idea va ser refutada el 1846 per l'historiador William Martin Leake, el qual va argumentar que en cap moment la reialesa britànica va tenir títols a la Morea i que el "duc de Clarence" deriva de Clare, al comtat de Suffolk, i no de Clarença.

## Restes arqueològiques
La ciutat de Clarença estava situada en una petita plana, que s'elevava lleugerament de l'oest a l'est, a l'extrem nord-oest de la península coneguda en l'antiguitat com Chelonatas. El plànol de la ciutat tenia forma irregular, uns 450 metres d'est a oest i 350 metres de nord a sud, i amb una superfície d'uns 8.800 m². La banda nord i oest estava vorejada per la mar de la qual n'estava separada per un penya-segat d'uns 50 m d'alçada. El port estava al nord, protegit dels perillosos vents de ponent i de garbí.
Actualment hi ha molt poques restes arqueològiques. La muralla que envoltava la ciutat va desaparèixer en la major part i n'és difícil d'establir a simple vista el lloc, però pel que es dedueix d'alguns fonaments trobats, no devia ser una estructura gaire consistent, ja que tindria un gruix d'uns 1,8–2 metres i estava reforçada amb torres rectangulars. Els fragments millor conservats són els corresponents a les tres portes que tenia la muralla. Les bandes est, sud-est i sud estaven precedides per un fossat d'uns 20–22 metres, i el material que se n'havia extret per fer el fossat es va aprofitar per fer la banda interior de la muralla més elevada. Al sud-oest hi havia una petita ciutadella. El port estava separat del centre de la ciutat per un mur i estava situat en una badia excavada que actualment és un pantà i que probablement estava separada de la mar per un trencaones artificial que estaria protegit per una extensió de la muralla. L'entrada al port, en vaixell, estava a l'oest, a redós tant dels vents de la costa com dels vents terrestres.
Entre les poques restes d'edificis que en queden, cal destacar una caixa d'escala i una gran església, les dimensions de la qual són: 43 per 15 metres, situada al nord-est. L'església era de construcció relativament senzilla, però de mida poc habitual i es podria tractar de l'església de la comunitat franciscana esmentada en alguns textos, en la qual es van fer les assemblees de nobles de l'any 1276 i 1289. El que en quedava de les parets de l'església va quedar destruïda durant l'ocupació dels nazis.